# Lakor
Lakor is een eiland en kecamatan in het zuiden van de provincie Maluku in Indonesië. Bij de volkstelling van 2010 had Lakor 2061 inwoners.

## Geografie

### Locatie
Het eiland Lakor ligt ongeveer 90 km ten oosten van Timor, 490 km ten zuiden van Ambon en 400 km ten noorden van Australië. Samen met de eilanden Letti en Moa vormt Lakor een groep die ook bekend is als de Leti-eilanden. Lakor is de meest oostelijke van deze drie eilanden.
Lakor wordt van het middelste eiland Moa gescheiden door de ongeveer 2,5 tot 3 km brede Straat Lakor. De zuidkust van Lakor vormt de noordgrens van de Timorzee, ten noorden en oosten van Lakor bevindt zich de Bandazee.

### Administratief
Het eiland Lakor maakt deel uit van Kabupaten Maluku Barat Daya, provincie Maluku. Tot 20 maart 2013 was het onderdeel van Kecamatan Moa-Lakor, tegenwoordig heeft het eiland een eigen camat. Het eiland is opgedeeld in vijf desas:
| Desa      | aantal inwoners |
| --------- | --------------- |
| Werwawan  | 835             |
| Ketty     | 327             |
| Sera      | 309             |
| Yamluli   | 230             |
| Lolotwara | 360             |